# 田岛直人
田島直人（日语：／ Tajima Naoto，1912年8月15日—1990年12月4日）是一名日本男子田徑運動員，曾代表日本參加1932年和1936年的夏季奧林匹克運動會田徑比賽。1932年，他在跳遠比賽中獲得第六名，而在1936年，他在跳遠比賽中獲得第銅牌，僅次於傑西·歐文斯和卡爾·路德維格·朗，並在三級跳遠比賽中獲得金牌，並創造16.00米的世界紀錄。該紀錄直到1951年才被阿德馬爾·達席爾瓦的16.01米紀錄打破。
田島直人在岩國市長大，在參加奧運之前剛從京都帝國大學經濟學系畢業。他的金牌是日本最後一塊奧運田徑金牌，直到高橋尚子在2000年夏季奧林匹克運動會上贏得女子馬拉松比賽。
1938年，田島直人從競技田徑中退役，但作為日本田徑聯合會的常務理事，他一直擔任行政職務。他也是日本奧林匹克委員會的成員，在1956年和1964年的奧運會上擔任日本田徑隊的教練，並在中京大學擔任講師。